# Mausoléu de Tura Cã

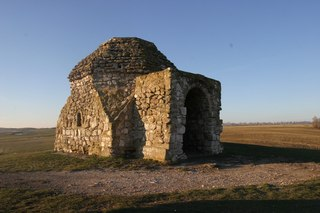
Vista geral

O Mausoléu de Tura Cã (em basquir:  Турахан кәшәнәһе Turakhan kәshәnәһe, em russo:  Мавзолей Тура-хана) é um mausoléu (keshene) dos séculos XIV-XV no distrito de Chishminsky no Barcortostão.  Está localizado a 12 km a sudoeste do centro do distrito, perto da estrada que leva da vila de Chishmy até a vila de Nizhnie Termy. 
Supõe-se que uma vez houvesse uma mesquita de pedra nas proximidades, que, com o mausoléu, fazia parte de um único conjunto arquitetônico ritualístico. Segundo algumas suposições, o mausoléu serviu como o “tribunal” onde os julgamentos ocorreriam. 

## Descrição
O mausoléu de Tura Cã foi construído em pedras processadas. Sua base é um retângulo medindo 6,6 por 6 metros. A uma altura de 1,8 metros, as paredes se transformam em pirâmide octogonal e terminam com uma cúpula abobadada. O mausoléu tem um pequeno anexo retangular que servia de entrada. A espessura das paredes é superior a 1 metro e a altura da cúpula é de 8 metros. De acordo com a descrição de V. S. Yumatov (1845), havia uma porta de carvalho no telhado com um salto saliente e um alfinete para reforçar os entalhes de pedra.

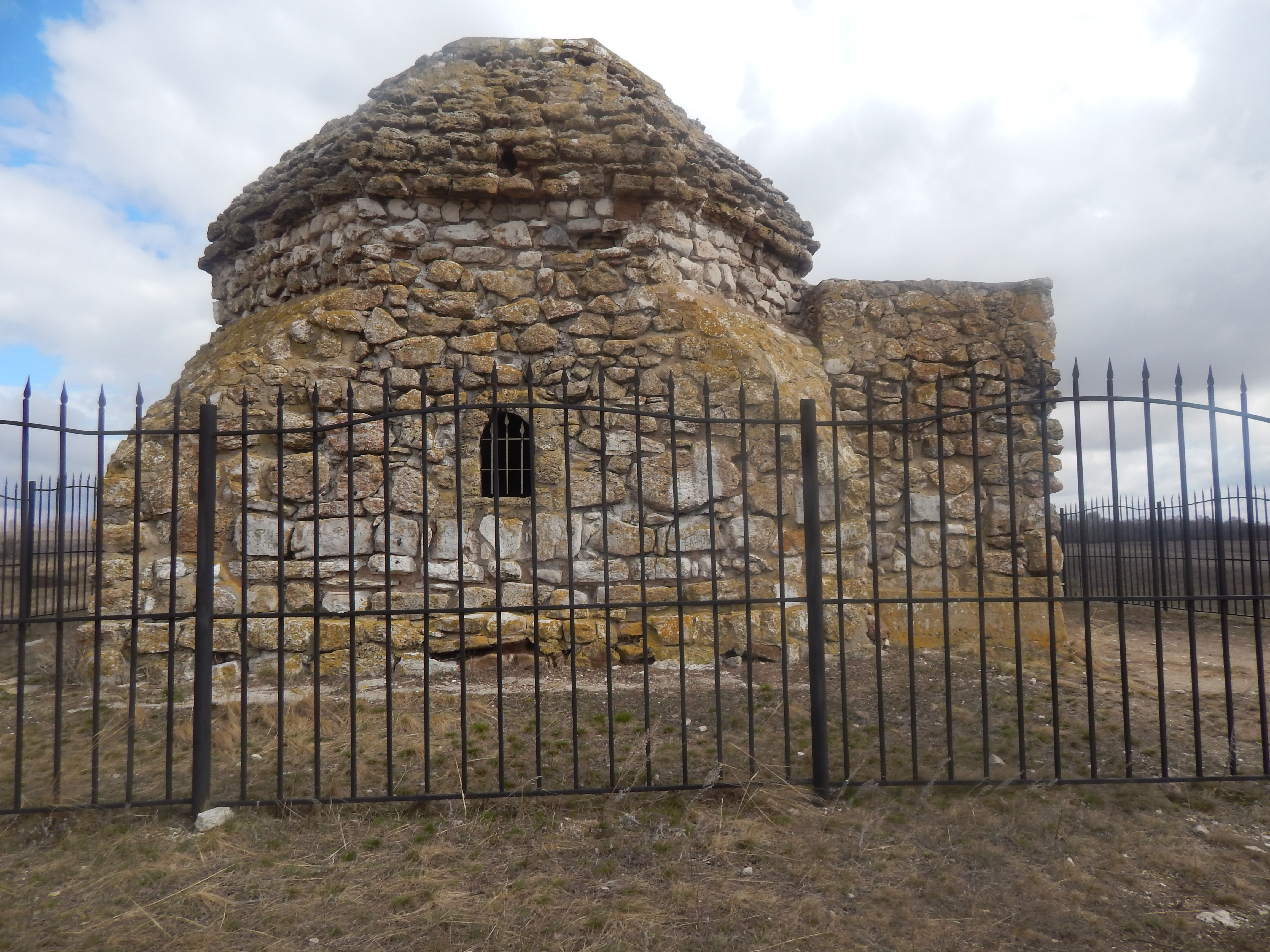

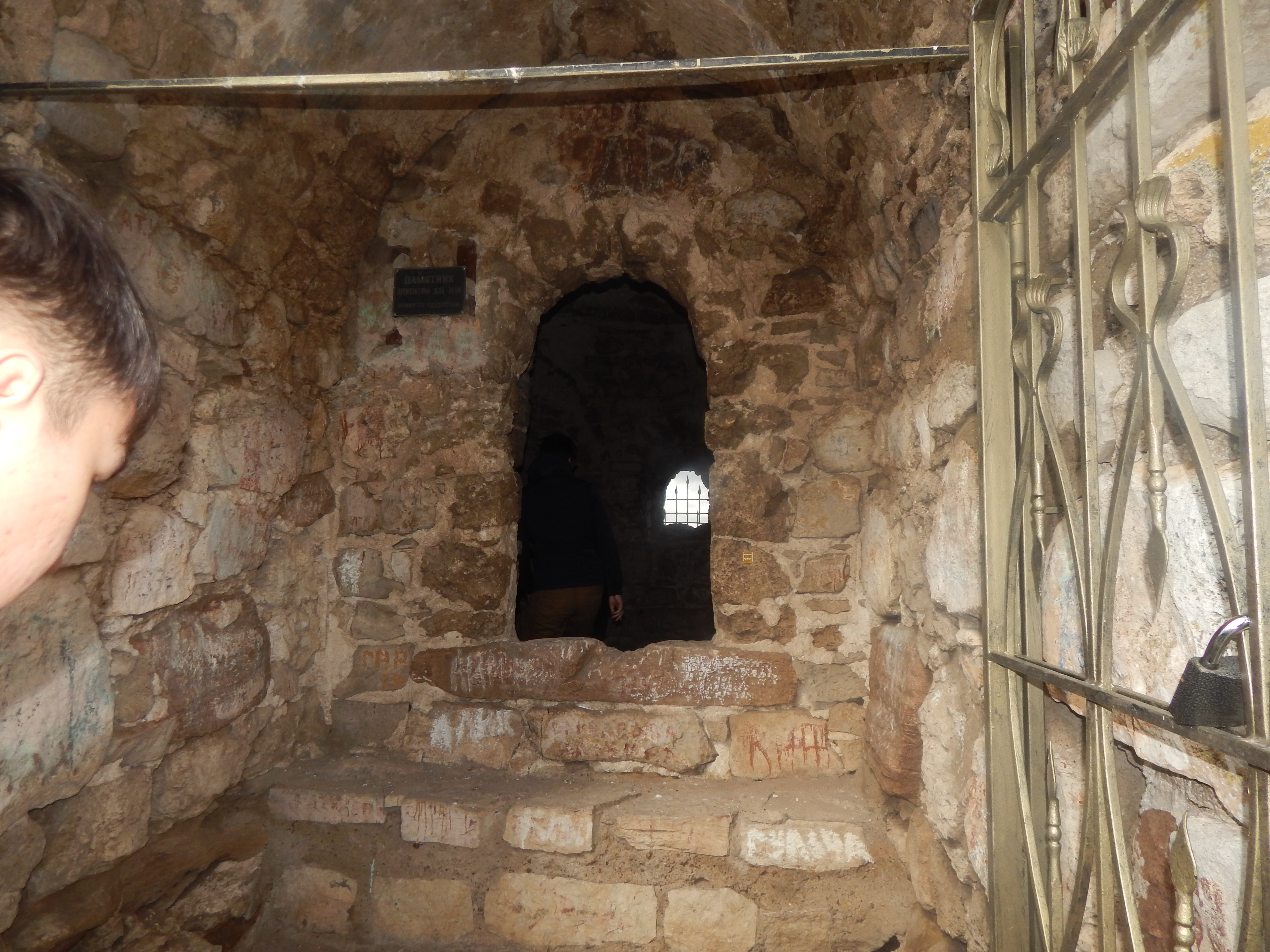
Entrada para o túmulo

## Sobre Tura Cã
Não há informações sobre quem era Tura Cã (Turacã), sua origem, idade e feitos são desconhecidos. Tudo o que é dito sobre ele não é baseado em fontes históricas. [carece de fontes?]  Alguns acreditam que este foi  um descendente direto de Gengis Cã que vagou pelo Irtysh, perto da atual Tobolsk. Devido a brigas com parentes, ele deixou a Sibéria Ocidental e chegou às terras dos Basquires. 
De acordo com A.-Z. Validi, a pessoa de Tura Cã deve ser Mamudeque Cã da Dinastia xaibânida. 
Segundo outra versão, Tura Cã era o irmão do poderoso Cã Basmã, cujo poder se estendia a ambas as encostas dos Urais do Sul. Tura Cã foi morto em uma guerra civil, que durante a Idade Média não era incomum. Segundo Rychkov, antes da chegada dos russos e da fundação de Ufá, um assentamento de tamanho decente se encontrava no local da cidade atual. Tura Cã viveu lá no inverno, às margens do rio Caraidel. E no verão, Tura Cã mudou-se para a área das aldeias de Terme, onde, de fato, seu mausoléu está localizado. 